# 塔尔图市
塔尔图市是爱沙尼亚塔尔图县的一个城市型市镇。行政中心为塔尔图。市镇面积为154平方公里，2021年时人口数量为95,082人。

## 行政管理
2017年爱沙尼亚行政改革后，原塔尔图市和泰赫特韋雷市镇合并成新的塔尔图城市型市镇。
新的市镇包括非独立市塔尔图、2个小镇和10个村庄。

## 友好城市
塔尔图市与下列城市结为友好城市：
- 芬兰坦佩雷
- 芬兰图尔库
- 芬兰海门林纳
- 瑞典乌普萨拉市镇
- 匈牙利維斯普雷姆
- 立陶宛考那斯
- 丹麦腓特烈斯贝市镇
- 荷蘭聚特芬
- 荷蘭代芬特尔
- 冰島哈布纳菲厄泽
- 挪威貝魯姆
- 德国吕讷堡
- 義大利费拉拉
- 美国索爾茲伯里
- 俄羅斯普斯科夫
- 拉脫維亞里加